# The Boswell Sisters
The Boswell Sisters was een Amerikaans zangtrio uit het jazz- en swingtijdperk. Het trio bestond uit de zussen  Martha Meldania (9 juni 1905 - 2 juli 1958), Constance "Connie" Foore (Connie later gespeld als "Connee", 3 december 1907 - 11 oktober 1976), en Helvetia "Vet" George (20 mei 1911 - 12 november 1988). Het zangtrio uit New Orleans, was een van de toonaangevende ensembles van de jaren dertig. De Boswells waren enorm populair bij het publiek en werden door collega's en leeftijdsgenoten beschouwd als behorend tot de beste zangers, instrumentalisten en arrangeurs van hun tijd.

## Jeugd
De oudste twee zussen werden geboren in Kansas City, de jongste in Birmingham. In 1914 verhuisden zij met hun ouders Meldania Fooré en Alfred Clyde “A.C.” Boswell en oudere broer Clyde jr. naar New Orleans. Martha, Connie en Vet studeerden respectievelijk klassieke piano, cello en viool aan de Tulane Universiteit van New Orleans, thuis zongen zij close harmony. Zij maakten in de theaters zowel kennis met de muziek van Mamie Smith, die in 1920 de blueshit "Crazy Blues" had, als met Enrico Caruso, van wie Connie de ademtechniek om veel noten achtereen te kunnen zingen overnam. De zussen begonnen als trio met klassiek repertoire, maar de muziekscene van de stad overtuigde hen snel, zowel persoonlijk als professioneel. Broer Clyde was hen al voorgegaan, via diens vriend Emmett Hardy leerden zij jazzharmonie. Martha leerde van haar vader stridepiano, Connie verruilde de cello voor saxofoon en trombone, en Vet stapte over op gitaar en banjo.

## Carrière

### New Orleans
Aan het begin van de jaren 1920 traden ze regelmatig op in plaatselijke vaudeville-theaters, met een act die klassieke, semi-klassieke en jazzstijlen combineerde - hoewel het klassieke repertoire naarmate hun populariteit toenam, naar de achtergrond verdween.
In maart 1925 maakten ze hun eerste opname voor Victor Records met een mobiele opname-eenheid. De sessie bestond uit vijf nummers, waarvan er drie door Martha zijn gecomponeerd. Victor wees drie van de opnames af en accepteerde "I'm Gonna Cry (Crying Blues)" en "Nights When I Am Lonely" voor release (beide door Martha). De opnameapparatuur die voor deze sessie werd gebruikt, was de primitieve akoestische hoornstijl voor het vastleggen van geluid, waardoor de zang dun en blikkerig klonk (en daarom werden zangers vaak gedwongen dit te compenseren door op vol volume in de hoorn te zingen).

### Amerikaanse Westkust
Eind jaren 1920 gingen de zussen via de zuidelijke staten op tournee naar San Francisco en Los Angeles, alwaar zij regelmatig in radioprogramma's optraden. In Los Angeles verzorgden zij de zangpartijen voor acteurs in musicalfilms.
In 1930 werden opnames gemaakt voor Victor Records en Okeh Records.

### Amerikaanse Oostkust
In 1931 vertrokken de zussen naar New York op basis van een jaarcontract bij radiozender NBC. Opnames maakten zij voor Brunswick Records. Deze opnames worden algemeen beschouwd als mijlpalen in de vocale jazz. Voor hun opnames bij Brunswick "namen de Boswells grotere vrijheden, waarbij ze regelmatig stijl, tempi, modaliteit, songteksten, maatsoorten en stemmen (zowel instrumentaal als vocaal) veranderden om onverwachte texturen en effecten te creëren." In de orkestbegeleiding zaten o.a. Tommy Dorsey en zijn broer Jimmy.
In 1933 en 1935 toerden de Boswells naar Engeland en Nederland.
In 1936 werd een contract getekend bij het Amerikaanse Decca-label, waarvoor zes singles opgenomen werden. Martha trouwde in die periode met een Royal Air Force-piloot, waarna het trio ophield te bestaan. Connie vervolgde met een solocarrière. Onder de naam Connee maakte zij een LP met Bing Crosby:Bing And Connee.